# Turje
Turje – wieś w Słowenii, w gminie Hrastnik. W 2018 roku liczyła 267 mieszkańców.